# Brazilserolis mirabilis
Brazilserolis mirabilis är en kräftdjursart som först beskrevs av Moreira 1976.  Brazilserolis mirabilis ingår i släktet Brazilserolis och familjen Serolidae. Inga underarter finns listade i Catalogue of Life.